# Стів Нун
Стів Нун (англ. Steve Noon; Кент, Англія) — британський ілюстратор, автор книг для дітей із панорамними ілюстраціями.
Закінчив художній коледж у Корнуолі у 1985 році. У 2000 році почав працювати з видавництвом Dorling Kindersley (DK). Створив 14 ілюстрацій для книги «Біблія у свої часи» (Lion Publishing, 2011). Близько десяти років працював з видавництвом Osprey Publishing, для якого проілюстрував понад 30 книг. Проживає та працює у Південному Уельсі. 
Серед найвідоміших книг: «Вулиця крізь час» (DK, 1998) та «Місто крізь час» (DK, 2013).
Премії
- Longman-History Today Awards (2000)
- The Educational Valuable Picture Book (2000)
- Shankei Children's Literature Prize (2001).

Виставки
- Made in Roath (2010, 2012)
- Big Little City (2011)
- Off the Wall Gallery (2013)
- Albany Gallery (2012, 2014).